# Angstberg
Angstberg (česky doslovně Kopec strachu) je 519 m vysoký vrch na území města Neustadt in Sachsen (místní část Berthelsdorf) v zemském okrese Saské Švýcarsko-Východní Krušné hory v Sasku.

## Charakteristika
Vrch leží v německé části Šluknovské pahorkatiny (Lausitzer Bergland) a její mesogeochoře Severní hornolužická vrchovina (Nördliches Oberlausitzer Bergland). Na severu je Angstberg spojený s Valtenbergem (586 m) a na jihu s Nestelbergem (512 m). Geologické podloží tvoří především střednězrnný lužický granodiorit a dolerit, který na západním svahu doplňují svahové sutě. V podložních horninách se vyskytují nerosty, jako například chalkopyrit, pyrit či muskovit. Převládajícím půdním typem je podzolová kambizem a kolem vodních toků se vyskytuje glej až koluvizem. Sedlem mezi Angstbergem a Valtenbergem protéká Lohbach náležející k povodí Polenze, východní a severní svah pak odvodňuje Wesenitz. Celý vrch tak náleží k povodí Labe a k úmoří Severního moře. Vrch je součástí lesní oblasti Hohwald a je zalesněný jehličnatým lesem s převahou smrku ztepilého (Picea abies). Vrch leží v chráněné krajinné oblasti Oberlausitzer Bergland.
Přes západní svah Angstbergu vedou tři turistické stezky (modrá, červená a zelená) a cyklostezka, po východním svahu pak zelená.

## Kamenolomy
Do východního svahu zasahuje zatopený bývalý lom Grenzland I, ve kterém se těžil původně dolerit a následně také granodiorit. V dobách Německé demokratické republiky se v tomto kamenolomu vytěžila polovina celostátní produkce doleritu. Do západního svahu zasahuje rovněž bývalý kamenolom Valtengrund.

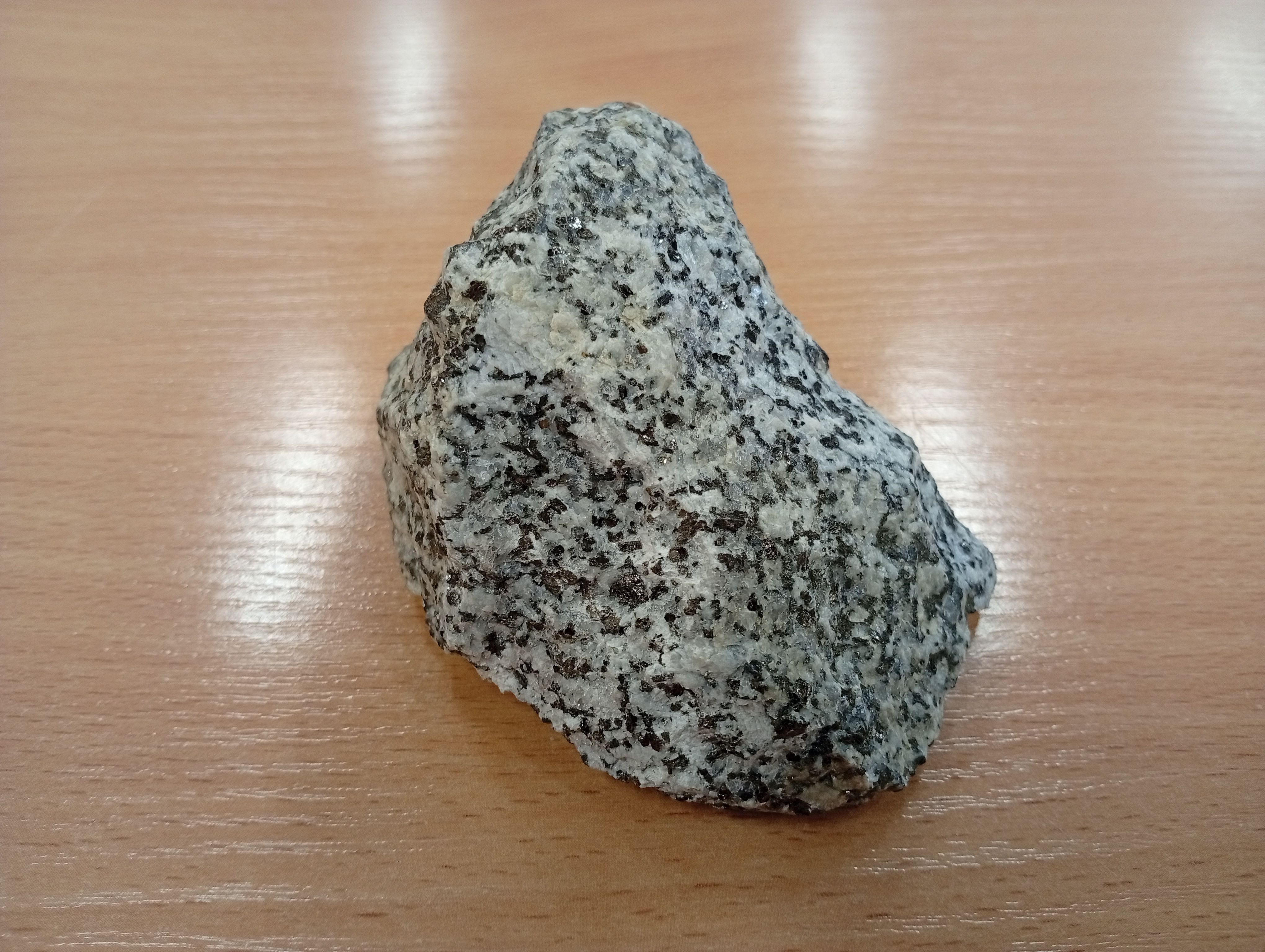
Lužický granodiorit
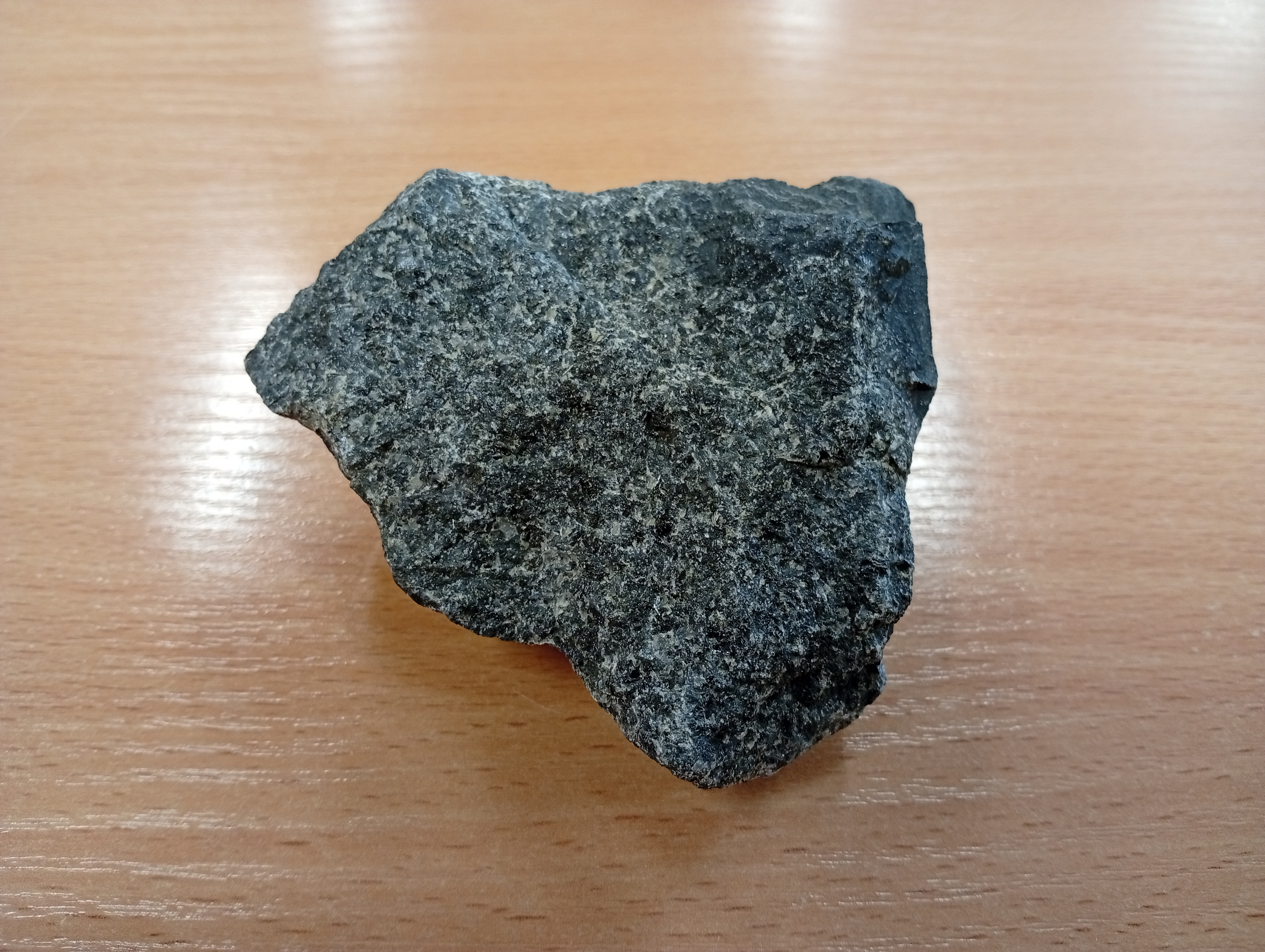
Dolerit s čedičem
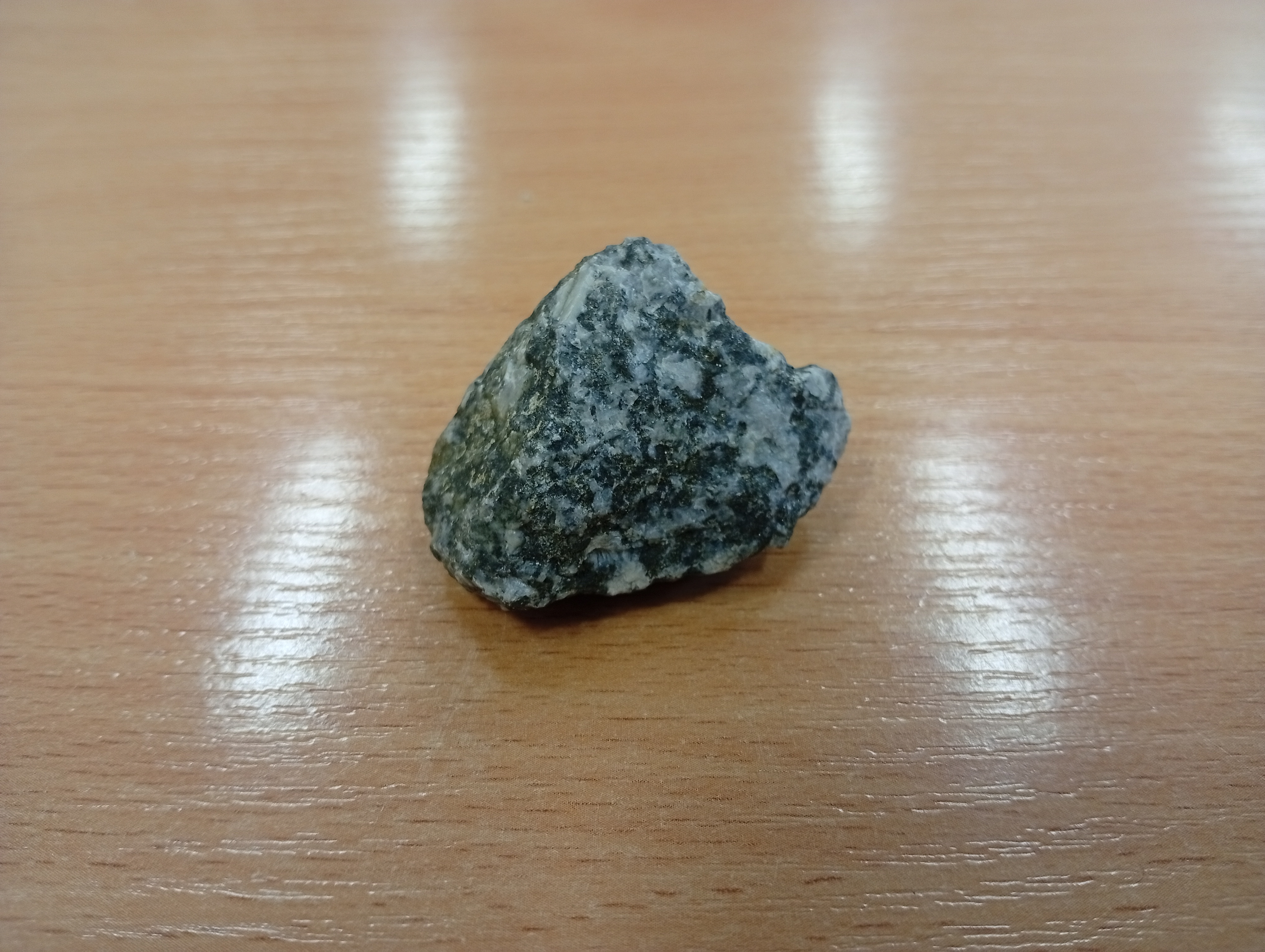
Diorit
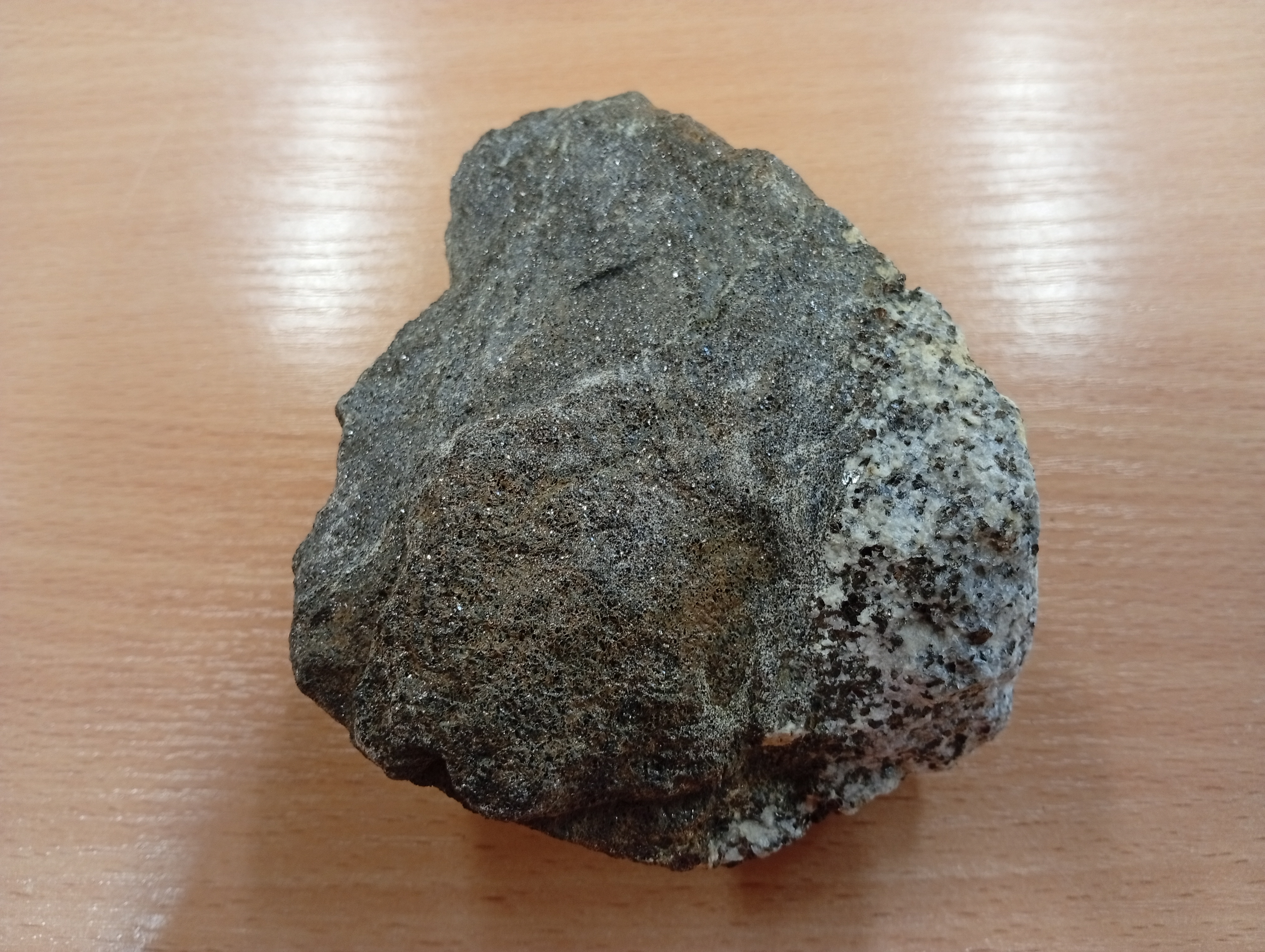
Lužický granodiorit a rula
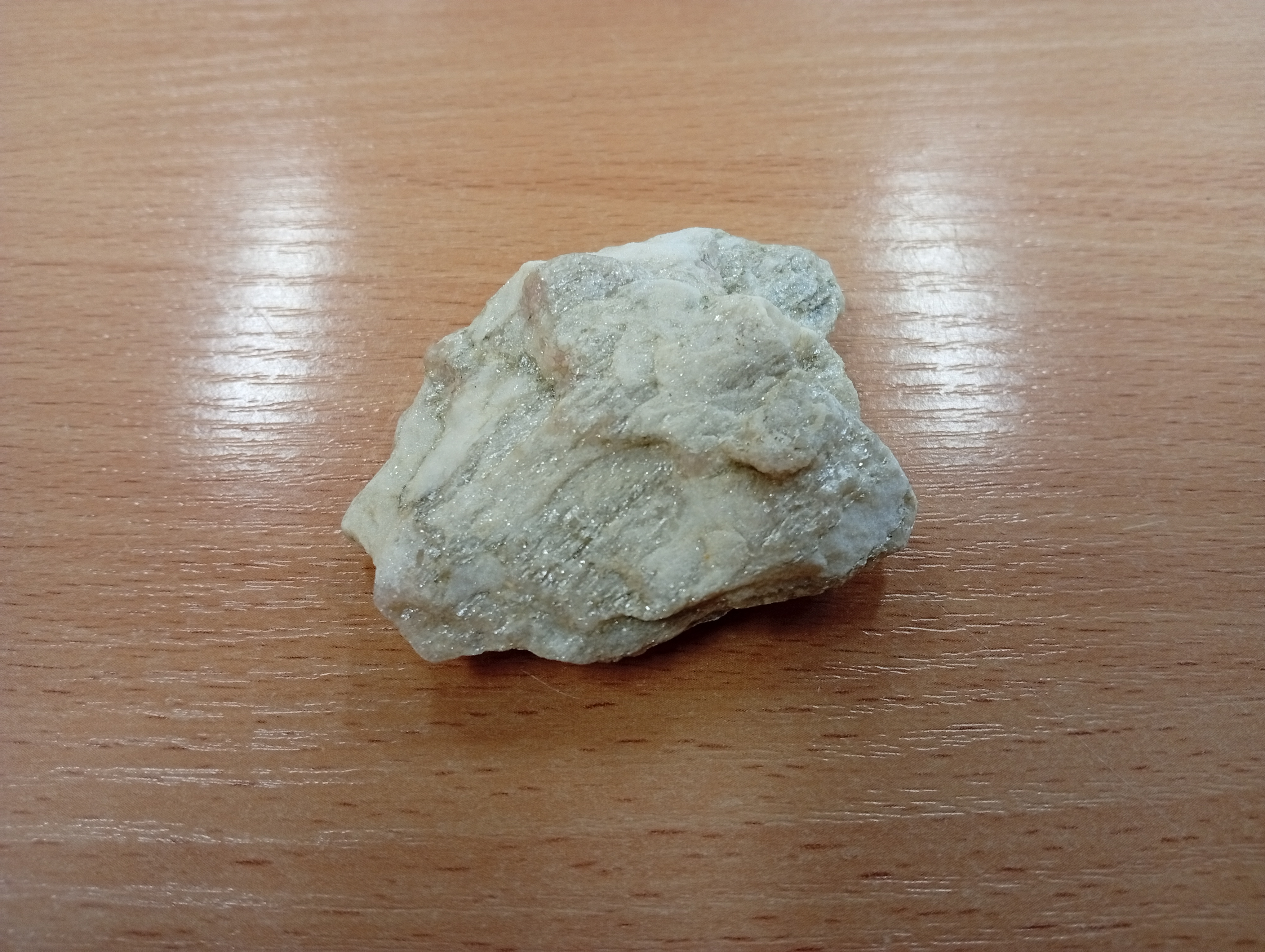
Muskovit
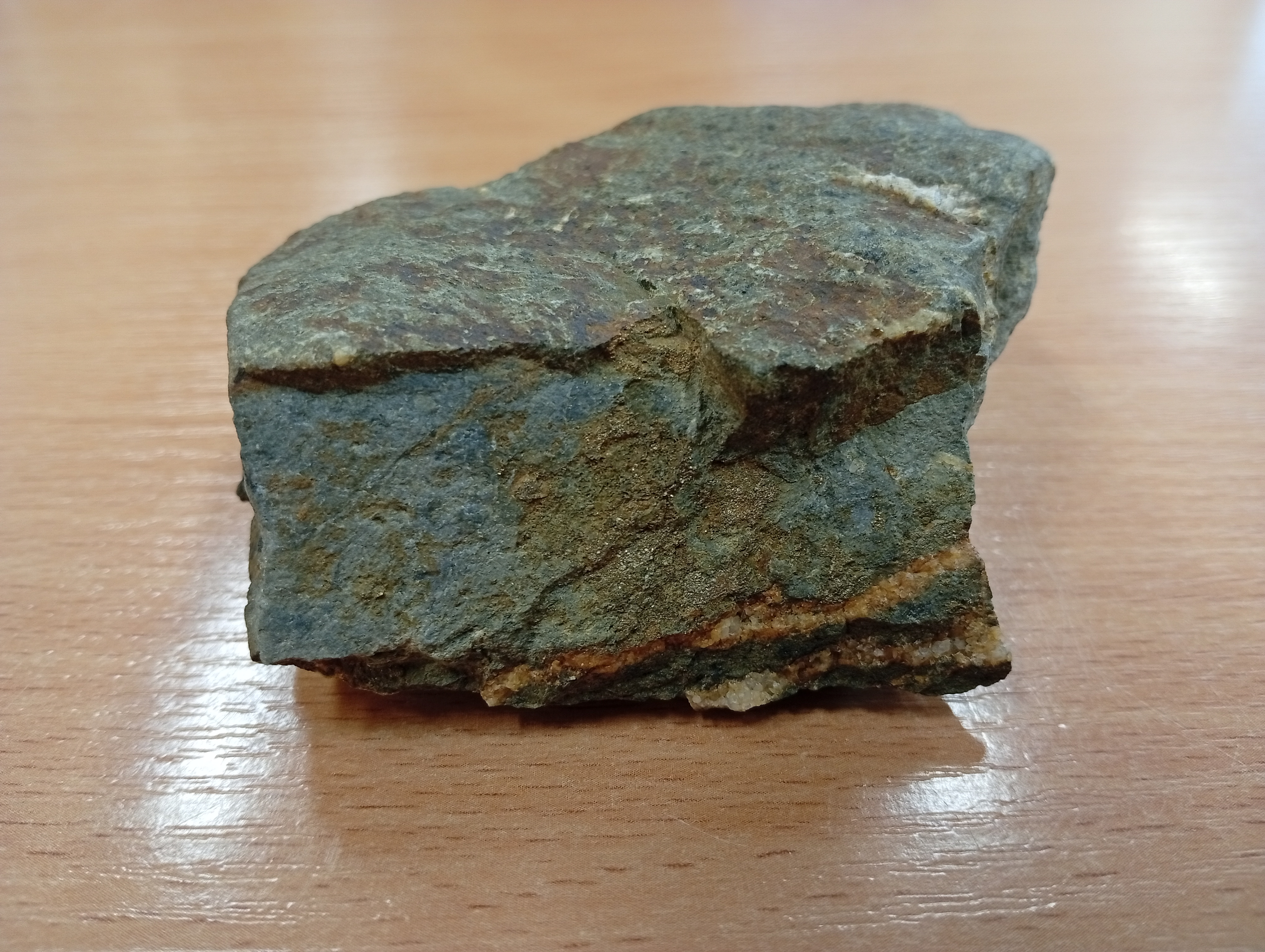
Pyrit
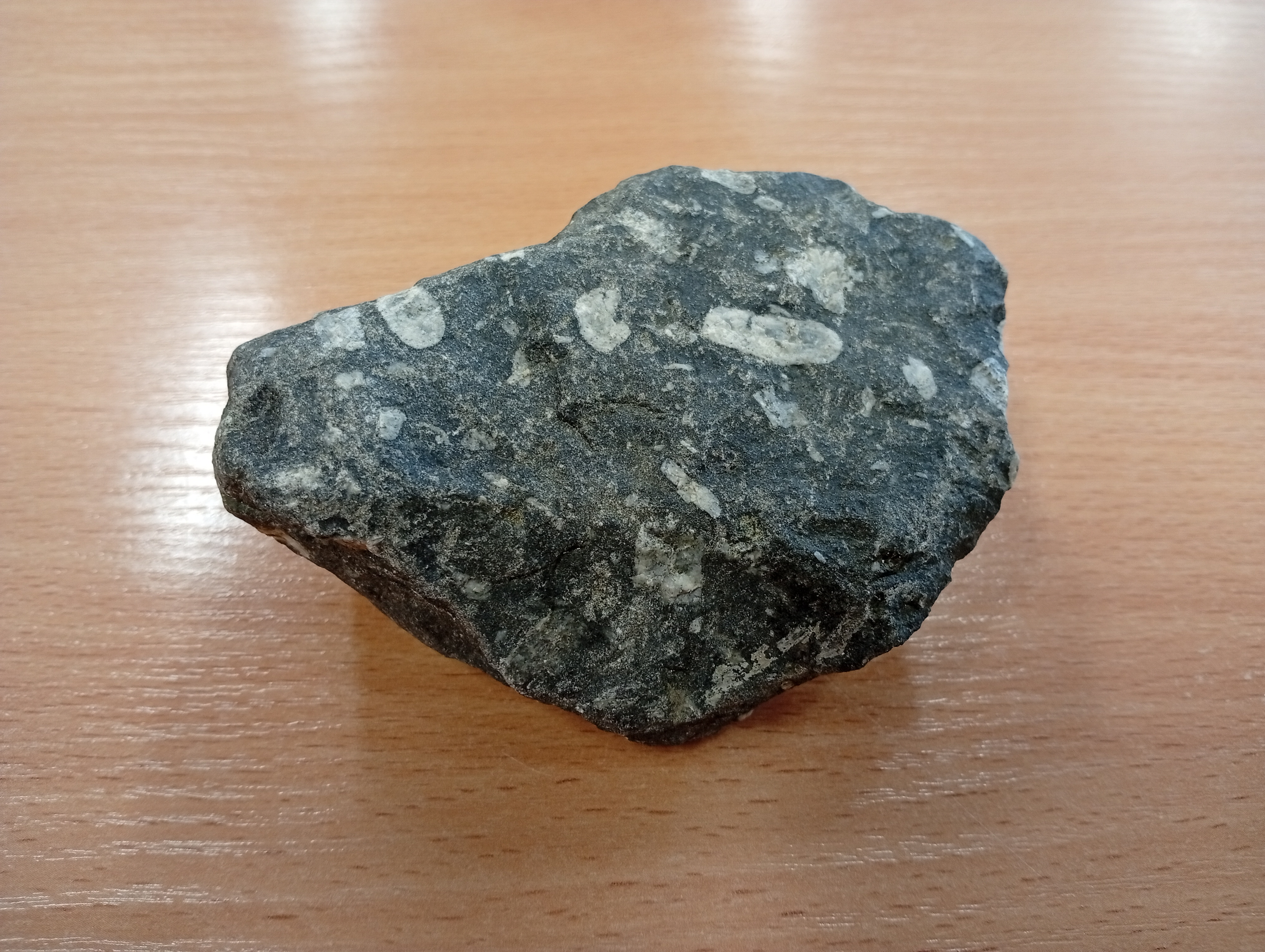
Gabro